# Lanius newtoni
Lanius newtoni é uma espécie de ave da família Laniidae.
É endémica de São Tomé e Príncipe.
Os seus habitats naturais são: florestas subtropicais ou tropicais húmidas de baixa altitude e regiões subtropicais ou tropicais húmidas de alta altitude.
Está ameaçada por perda de habitat.